# 平鎮庄
平鎮庄，為1920年~1945年間存在之行政區，轄屬新竹州中壢郡。今桃園市平鎮區。

## 街原名
原屬桃澗堡之社仔庄、東勢庄、南勢庄、山仔頂庄、安平鎮庄、北勢庄、宋屋庄、雙連陂庄。
- 安平鎮改稱平鎮[1]。

## 行政區劃
日治時期，平鎮庄分為東勢、南勢、社子、山子頂、平鎮、北勢、宋屋、雙連坡，8個大字。
東勢大字下有「東勢」、「金鷄湖」小字名，宋屋大字下有「高山下」、「廣興」小字名。